# Jedináček

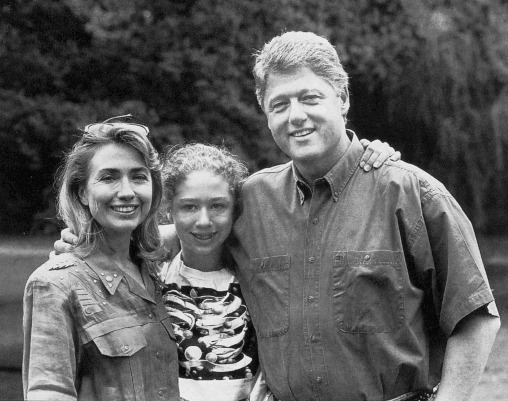
Hillary a Bill Clintonovi s jejich dcerou Chelsea

Jedináček je dítě, které nemá sourozence, ať již vlastní (biologické) nebo adoptované. Termín se nevztahuje na prvorozené dítě, které žije po určitou dobu také samo s rodiči. Naopak dítě, které má mnohem staršího sourozence, může mít rodinné prostředí velmi podobné prostředí jedináčka.

## Důvody jednodětnosti
- plánování rodiny
- finanční důvody
- nesoulad v rodině
- osamělá matka
- časová vytíženost rodičů
- důraz na kariéru matky[1]
- strach z těhotenství
- pokročilý věk
- neplodnost
- zdravotní problémy
- osobní preference
- smrt sourozence

## Politika jednoho dítěte
V Číně je zákonem vyžadováno mít pouze jedno dítě jako součást politiky jednoho dítěte. V poslední době byla ale opatření zmírněna, takže většina obyvatel Číny může mít již více dětí (jedno dítě mohou mít pouze páry z měst, z nichž oba pocházejí z více sourozenců).

## Citát
„A právě já musel být takové dítě, které nemá vůbec žádné sourozence. Byl jsem jedináček. Jako kluk jsem se kvůli tomu cítil hrozně méněcenný. Byl jsem rarita, někdo, komu schází, co ostatní docela samozřejmě mají. Slovo ‚jedináček‘ jsem v dětství doslova nenáviděl. Jen jsem ho zaslechl, pokaždé mi znovu připomnělo, že mi něco chybí. Bylo mi vždycky, jako by na mě ukázali prstem a řekli, že jsem mrzák.“ (Haruki Murakami, Na jih od hranic, na západ od slunce, Odeon 2004)

## Stereotypy
V západních kulturách je jedináček předmětem mnoha stereotypů, které vycházejí z pohledu na jedináčka jako „rozmazleného spratka“. Jedináčkům jsou automaticky připisovány vlastnosti: agresivita a panovačnost, sobectví, rozmazlenost. Psycholog G. Stanley Hall tvrdil, že „být jedináček je samo o sobě nemoc“. Osobností jedináčka se zabýval také psycholog Alfred Adler v rámci teorie, že pořadí narození dětí ovlivňuje jejich osobnost. Adler tvrdil, že jedináček vzhledem k tomu, že nemá rivala, s kterým se dělí o rodičovskou lásku, může být rozmazlován, a to zvláště matkou. To může později vést k horší přizpůsobivosti ve společnosti a vyžadování nadměrné pozornosti.
Studie z roku 1987 zahrnující kvantitativní přehled 141 studií 16 různých osobnostních rysů  nepotvrdila Adlerovu teorii. Sociální psycholožka Susan Newman z Rutgers University v New Jersey uvádí ve své knize Parenting an Only Child, že tvrzení o horší adaptaci jedináčků patří do oblasti mýtů a výzkumné studie neprokázaly, že se jedináček liší významně od svých vrstevníků."
Podobný postoj zastává také americký environmentalista Bill McKibben. Studie poukázaly na fakt, že jedináčci mívají vyšší motivaci a touhu po výkonu. Také se ukázalo, že jedináček a prvorozené dítě s jedním sourozencem je lepší ve testech verbálních schopností než děti s více sourozenci. Toto vysvětlují výzkumníci tak, že dětem bez sourozenců nebo s jedním sourozencem je věnována větší pozornost rodičů.

## Výchovné metody
- Zajistit, aby se dítě necítilo osamocenost.
- Naučit dítě nezávislosti na rodičích.
- Naučit dítě komunikovat s vrstevníky.

## Současné sociologické studie v Česku
Výzkum provedený v roce 2006 VÚPSV v rámci projektu „Rodina, zaměstnání a vzdělání“ se zaměřil na preferovaný počet dětí v rodině. Výzkum poukázal na to, že jedno dítě je ideálem pro poměrně nízký podíl lidí (svobodní 9 %, bezdětné rodiny 4,7 %, rodiny s dětmi 5,5 %), přičemž trvale bezdětnými by chtělo zůstat jen naprosté minimum osob (1 %).
Ve studii „Jednodětnost v českých rodinách“ z roku 2007 si výzkumníci položili otázku, zda jedináček bude jevem, který bude charakteristický pro českou společnost v příštích letech. Výsledky ukazují na trend, že v dalších dvou desetiletích bude v České republice 20–25 % žen, které na konci svého reprodukčního období budou mít pouze jedno dítě. Faktorem, který k jednodětnosti významně přispívá, je počet sourozenců v původní (orientační) rodině: jedináčci budou s velkou pravděpodobností mít opět pouze jedno dítě. Na druhé straně, život na malém městě nebo na vesnici výrazně snižuje pravděpodobnost, že rodina zůstane pouze u jednoho dítěte. Vzdělání rodičů a příslušenství k církvi počet dětí neovlivnilo.

## Osobnosti bez sourozenců
Umělci
- Kateřina Brožová
- Karel Gott
- Hana Hegerová
- Eva Holubová
- Pavel Horňák
- Zita Kabátová
- Miloš Kopecký
- Zuzana Kronerová
- Daniel Landa
- Dana Morávková
- Petr Nárožný
- Eva Olmerová
- Jaroslava Obermaierová
- Yvonne Přenosilová
- Ilja Racek
- Janis Sidovský
- Helena Třeštíková
- Olga Walló
- Jan Werich

Spisovatelé
- Ivan Blatný
- Egon Bondy
- Ilona Borská
- Adolf Branald
- Ivona Březinová
- Ladislav Fuks
- Jožka Jabůrková
- Pavel Kohout
- Bára Nesvadbová
- Jan Otčenášek
- Miroslav Plzák
- Halina Pawlowská
- Stanislav Rudolf
- Jaroslav Velinský, kapitán Kid

Vědci
- Jiří Čížek
- Ladislav Hejdánek
- Jaroslav Zýka

Nečeské osobnosti
- Laura Bush
- Leonardo DiCaprio
- Saoirse Ronan
- Fritz Sauckel
- Olaf V.
- A. J. Cronin
- Viktor Emanuel III.
- Oskar I.
- Vilém III. Oranžský
- Aleksandar Karađorđević
- Jacob Obrecht
- Peter Benenson
- Leka, korunní princ albánský
- Leka Zogu Albánský
- Thomas Wyatt
- Rudolph Giuliani
- Peter Jackson
- Ferruccio Busoni
- H. P. Lovecraft
- William Henry Fox Talbot
- Étienne-Jules Marey
- Šarlota Augusta Hannoverská
- Gertruda Saská
- Juliána Nizozemská
- Marie Burgundská
- Lisa Marie Presley
- Rosamund Pike
- Paulette Goddard
- Konstancie Sicilská
- Michal I. Rumunský
- Amanda Plummer
- Charlize Theron
- Cary Grant
- Diana Dors
- Frances Cleveland
- Grace Coolidge
- Peter Lawford
- Lance Armstrong
- Robert De Niro
- Nancy Reagan
- Sarah Michelle Gellar
- Shawn Johnson
- William Randolph Hearst
- Linda McMahon
- Kristýna I. Švédská
- Olaf II. Dánský
- Tom Hardy
- Liliane Bettencourt
- Michael Ballack
- Kathryn Bigelow
- Hans Christian Andersen
- Pierce Brosnan
- Jay Leno
- Bobby Vinton
- Frank Sinatra
- Wilhelm Röntgen
- Catherine Hicksová
- Ethan Hawke

## Tematika jedináčků ve filmu
- Trápení (1961)
- Pod jezevčí skálou (1978) a další filmy s Tomášem Holým v hlavní roli
- Lucie postrach ulice (1983) a další filmy s Žanetou Fuchsovou v hlavní roli
- Bylo nás pět (1994)
- Vlak dětství a naděje (1995)
- Hrdý Budžes (2003)
- Kdopak by se vlka bál? (2008)